# Aurelia Brădeanu
Aurelia Brădeanu (née Stoica le 5 mai 1979 à Slatina) est une joueuse internationale roumaine de handball.

## Palmarès

### En club
compétitions internationales
- vainqueur de la Ligue des champions en 2016 (avec CSM Bucarest)
- finaliste de la Ligue des champions en 2009 (avec Győri ETO KC)
- finaliste de la Coupe EHF en 2005 (avec Győri ETO KC)
- finaliste de la Coupe des Coupes en 2006 (avec Győri ETO KC)

compétitions nationales
- championne de Roumanie en 2002 (avec Râmnicu Vâlcea), 2003 (avec Rapid Bucarest), 2012, 2013 (avec Râmnicu Vâlcea), 2016 et 2017 (avec CSM Bucarest)
- championne de Hongrie en 2005, 2006, 2008, 2009, 2010 et 2011 (avec Győri ETO KC)

### En sélection
championnat du monde
- finaliste du championnat du monde 2005
- 3e du  championnat du monde 2015

championnat d'Europe
- troisième du championnat d'Europe 2010

autres
- vainqueur du championnat du monde junior en 1999[2]
- vainqueur du championnat d'Europe junior en 1998[3]

## Galerie

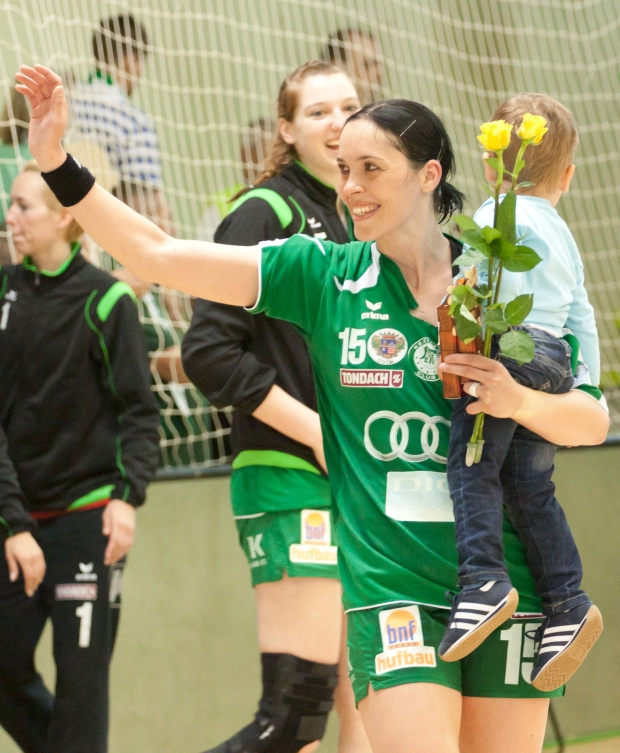
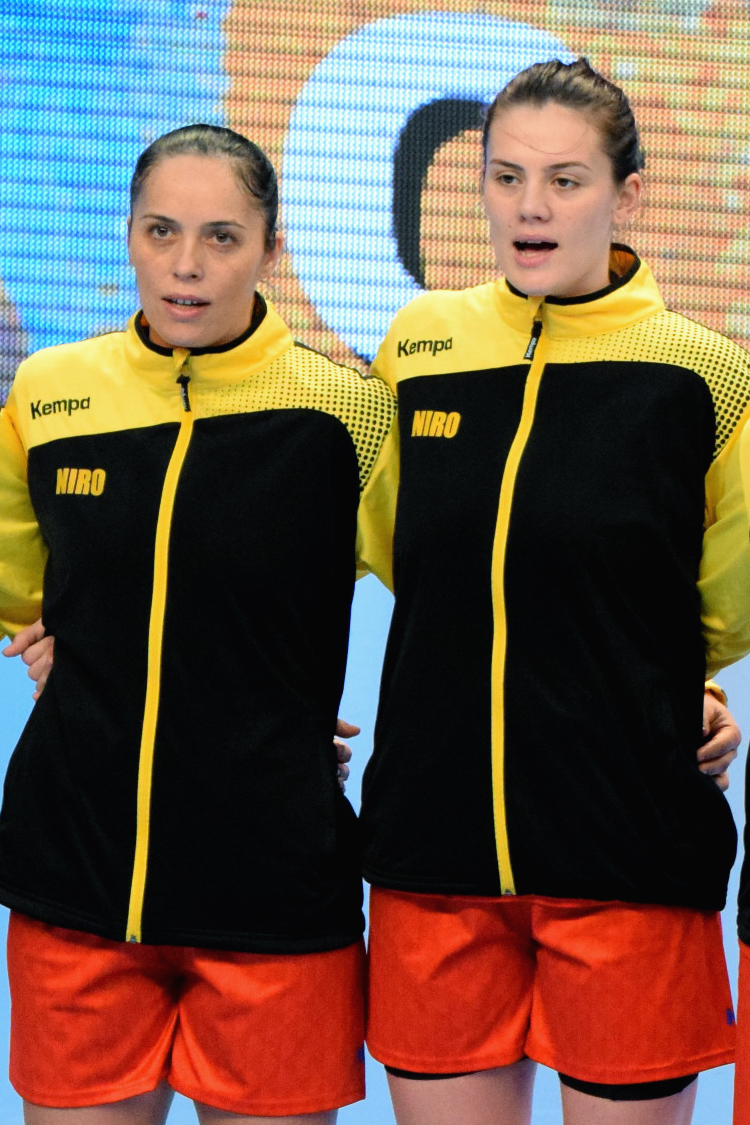